# Sjöboholms sätesgård
Sjöboholms ruin, tidigare Sjöboholms sätesgård, var är ett gods i Hishults socken i Laholms kommun, som är känd från 1574. Sjöboholm ligger väster om Hishult, på ett näs kallat “Borgön” i Oxhultasjön väster om Hishult.

## Ruinen
Ruinerna av sätesgården Sjöboholm på ett näs i Oxhultasjön. Under år 1929 grävdes ruinerna efter gården Sjöboholm åter fram. Bebyggelsen var ursprungligen uppförd som en vanlig bondgård. Från 1620-talet byggdes gården successivt ut till en sätesgård.
Säteriet bestod ursprungligen av knuttimrade trähus med spån och halmtak. Byggnaderna utvecklades successivt men var aldrig något ”slott” utan en finare gård med stenlagd och murad grund och överbyggnad av trä med halm och spåntak.

## Historia
Sjöboholms först kände innehavare är den danske riddaren Ejler Krausse, som enligt en urkund från 1574 förvärvat Hishults län. Han inrättade sin huvudgård på på en holme kallad ”Borgön” i Oxhultasjön så att sjön utgjorde naturlig vallgrav med en grävd vallgrav så att den yttersta delen av holmen blev en liten ö. Vid ett tillfälle under 1600-talet brändes gården ned i strider mellan danskar och svenskar.
Flera gånger bytte Sjöboholm ägare. År 1803 avled hovjunkaren Håkan Skytte af Sätra som var den kanske siste ägaren till ett sammanhållet gods. I bouppteckningen upptogs, förutom själva sätesgården, 26 insocknes hemman samt 4 utsocknes dito som i egenskap av frälsejord ingick i säteriet. I samband med arvsskiftet efter Håkan Skytte af Sätra förenades Sjöboholm med den angränsande sätesgården Oxhult.
Efter honom innehades gården av Fredrik Erik Burensköld med makan Ulrika von Krassow from till 1811. Sjöboholm kom därefter att splittras genom att bönderna från 1812 tilläts friköpa sina hemman. Friköpen blev början till slutet för Sjöboholm som sätesgård. Byggnaderna började förfalla och omkring 1840 var Sjöboholm helt övergivet.
På hösten 1858 låg både Sjöboholm och Oxhult öde. År 1876 såldes de sista resterna av de båda säterierna till staten för 99 000 kronor för bildandet av Oxhults kronopark.
Kungamötet år 1629
Inför kungamötet i Ulfsbäcks prästgård den 20 februari 1629 mellan Gustav II Adolf och Chrisitan IV övernattade kung Christian på Sjöboholm.